# Josefina Betancor
Josefina Betancor Curbelo (Las Palmas de Gran Canaria, 7 de enero de 2008) fue una profesora y actriz española.

## Biografía
Estudió Bachillerato en su ciudad natal. En 1950 realizó un viaje de estudios a Italia en el que tuvo su primer contacto con la obra de los vanguardistas italianos. De 1952 a 1953 residió en Inglaterra, asistiendo en Cambridge a clases de arte impartidas por el escultor y teórico de arte moderno A. Pevsner.
De 1954 a 1959 estudió Filosofía y Letras (rama de Filosofía) en la Universidad Complutense de Madrid, donde formó parte del Teatro Español Universitario (TEU).
Asistió regularmente a las clases de Joaquín Rodrigo en la Cátedra de Música donde trabó amistad con el compositor Ramón Barce y los poetas Carlos Bousoño, Claudio Rodríguez y Francisco Brines. Asimismo participó en los primeros seminarios que se organizaron en esta misma cátedra, dirigidos por Cristóbal Halffter, sobre música dodecafónica.
Colaboró en la organización de lecturas poéticas y exposiciones de arte. Escribió su tesina de Licenciatura  "El concepto de Poesía en el Simbolismo francés" y el trabajo "El concepto y la intuición en Henri Bergson".
En 1959 fue cofundadora del grupo “Teatro y Poesía” del Gabinete Literario de Las Palmas de Gran Canaria, (hasta que una orden gubernativa prohibió su continuación a raíz de un Homenaje a Antonio Machado), y  de la revista radiofónica “La Cometa”, para la que tradujo del inglés obras de Hopkins, Pound, Hulme y T.S. Eliot (Tierra Baldía). 
En 1961 se casó con el poeta y pintor Manuel Padorno. Un año después, en 1962, nació su hija Ana Teresa. Continuó con su labor docente en Lanzarote de 1961 a 1963, y a partir de ese mismo año en Madrid a donde se trasladó la familia. En 1965 nació su hija Patricia.
En esos años organizó el Seminario de la Cátedra de Filosofía de la Naturaleza del Profesor Saumells, en la Universidad Complutense. Ejerció como docente de Filosofía e Inglés entre 1965 a 1972. 
Formó parte desde su fundación de la colección “Poesía para todos”, núcleo aglutinador de la Generación del 50  dirigida por Manuel Padorno y Luis Feria.
En 1972 creó la editorial Taller Ediciones JB de la que fue su directora y donde realizó una destacada labor cultural en los años 70 y 80. Desde 1972 acudió anualmente, con stand de la editorial, a la Feria Internacional del Libro de Frankfurt, (Frankfurt Buchmesse) donde divulgó y promocionó la vanguardia española. En esta emblemática editorial, se dieron a conocer en España y Latinoamérica importantes autores nacionales y extranjeros, además de cobrar especial relevancia la difusión de autores canarios.
Fue, junto a Esther Tusquets (Editorial Lumen), Beatriz de Moura (Tusquets Editores) y Rosa Regás (La Gaya Ciencia), una de las pocas mujeres en España en aquella época en liderar una editorial. 
Desde 1985, reside entre Madrid y Las Palmas de Gran Canaria. Se ha dedicado activamente al cuidado de la obra de Manuel Padorno. 
Durante los años 2005 y 2006 asistió a cursos de Estética (Filosofía) en la Universidad Pompeu Fabra de Barcelona.